# Anarthrophyllum burkartii
Anarthrophyllum burkartii är en ärtväxtart som beskrevs av Soraru. Anarthrophyllum burkartii ingår i släktet Anarthrophyllum och familjen ärtväxter. Inga underarter finns listade i Catalogue of Life.